# Курово-Колёнья (Куявско-Поморское воеводство)
Курово-Колёнья — деревня в гмине Барухово Влоцлавского повета Куявско-Поморского воеводства в центральной части севера Польши.